# Gelenkbus

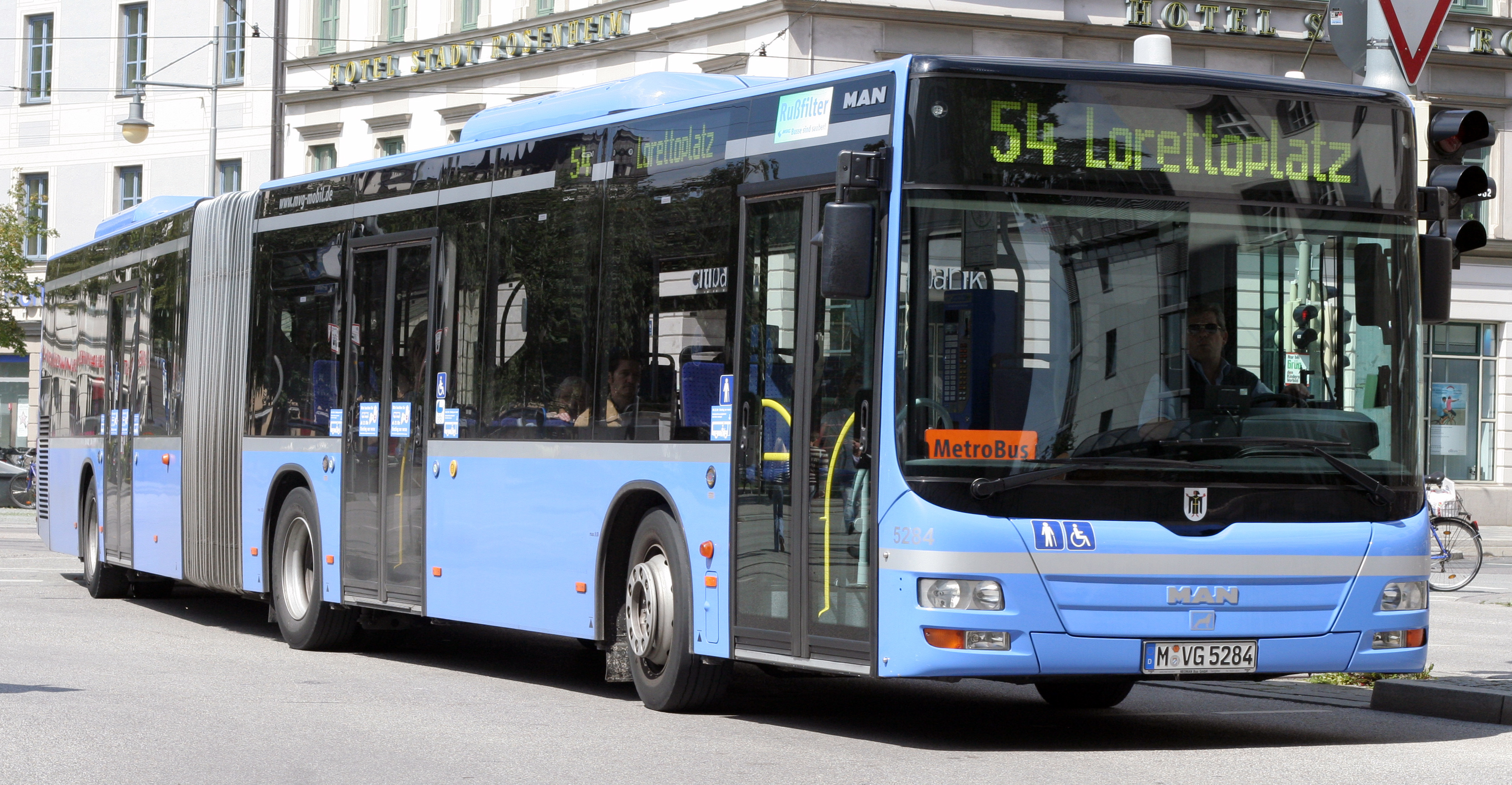
MAN-Gelenkbus in München

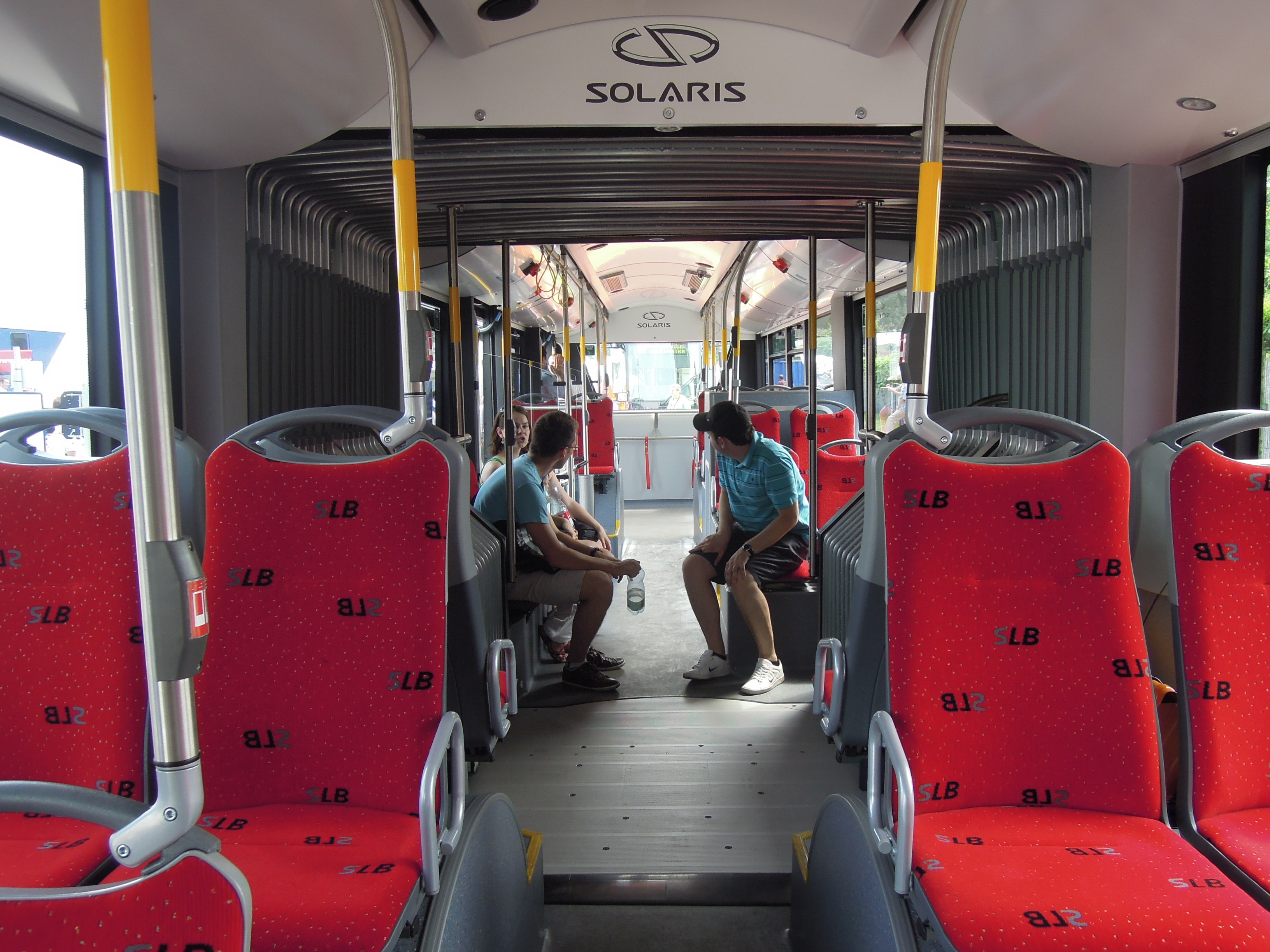
Gelenk und Faltenbalg von innen

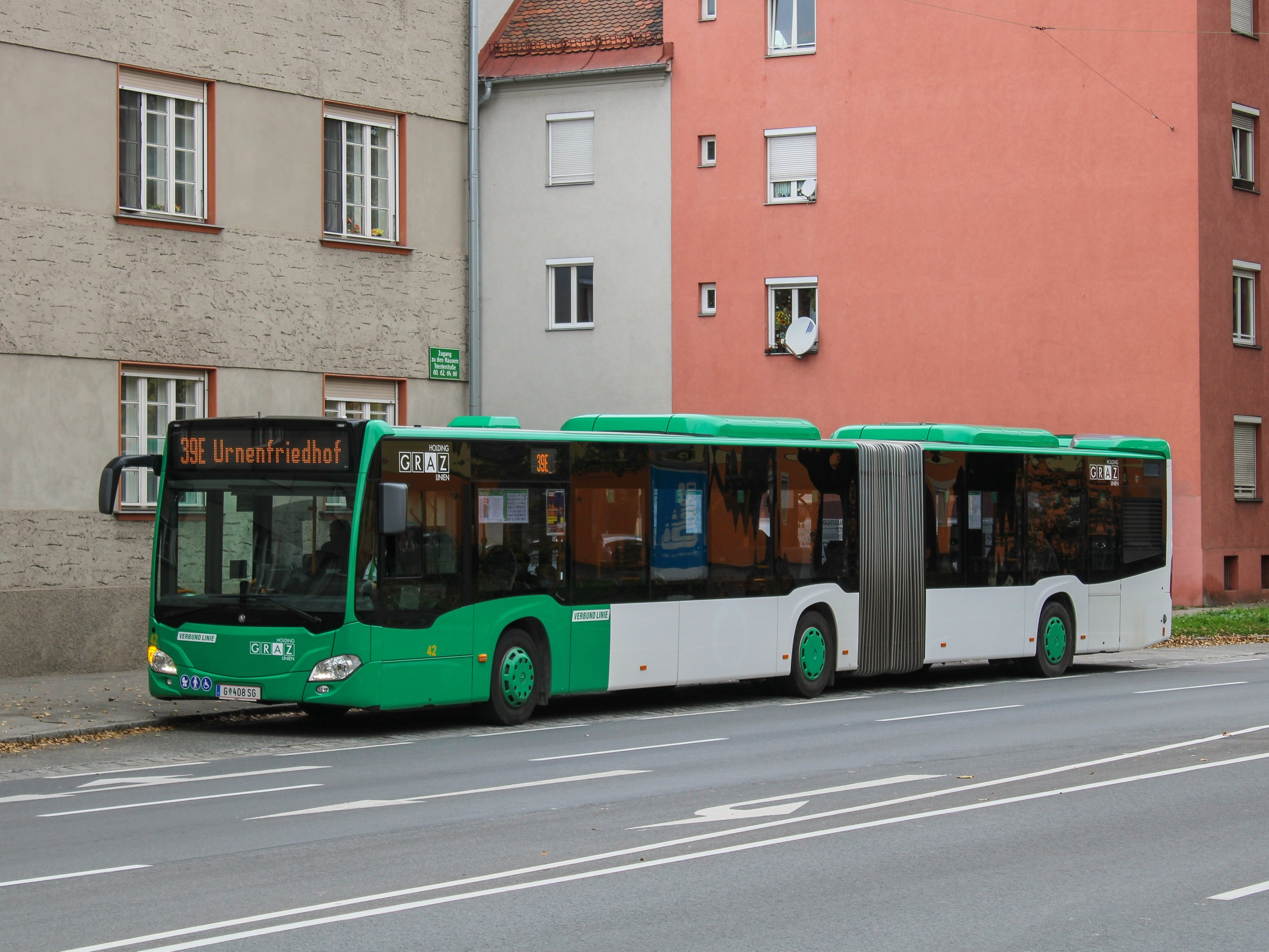
Gelenkbus der Graz Linien vom Typ Citaro 2.

Ein Gelenkbus (in Österreich auch Gelenksbus – mit Fugen-S), Gelenkwagen, Gelenkzug (GLZ), Gelenker oder Gliederbus (umgangssprachlich „Schlenki“, „Schlenker“, „Ziehharmonikabus“ oder „Knickbus“) ist ein Omnibus oder Oberleitungsbus, der als Gelenkfahrzeug gebaut ist, um trotz seiner Länge auch in engen Straßen einsetzbar zu sein. Das Gegenstück ist der sogenannte Solobus.
Ein Gelenkbus besteht aus dem zwei- oder dreiachsigen Vorderwagen mit ähnlichem oder etwas kleineren Radstand als beim Solobus üblich, dem Gelenk mit Faltenbalg und dem ein- oder zweiachsigen Nachläufer oder Hinterwagen, der sich über das Gelenk auf dem Vorderwagen abstützt. Motor und Antrieb können sich im Vorder- oder Hinterwagen befinden.

## Geschichte

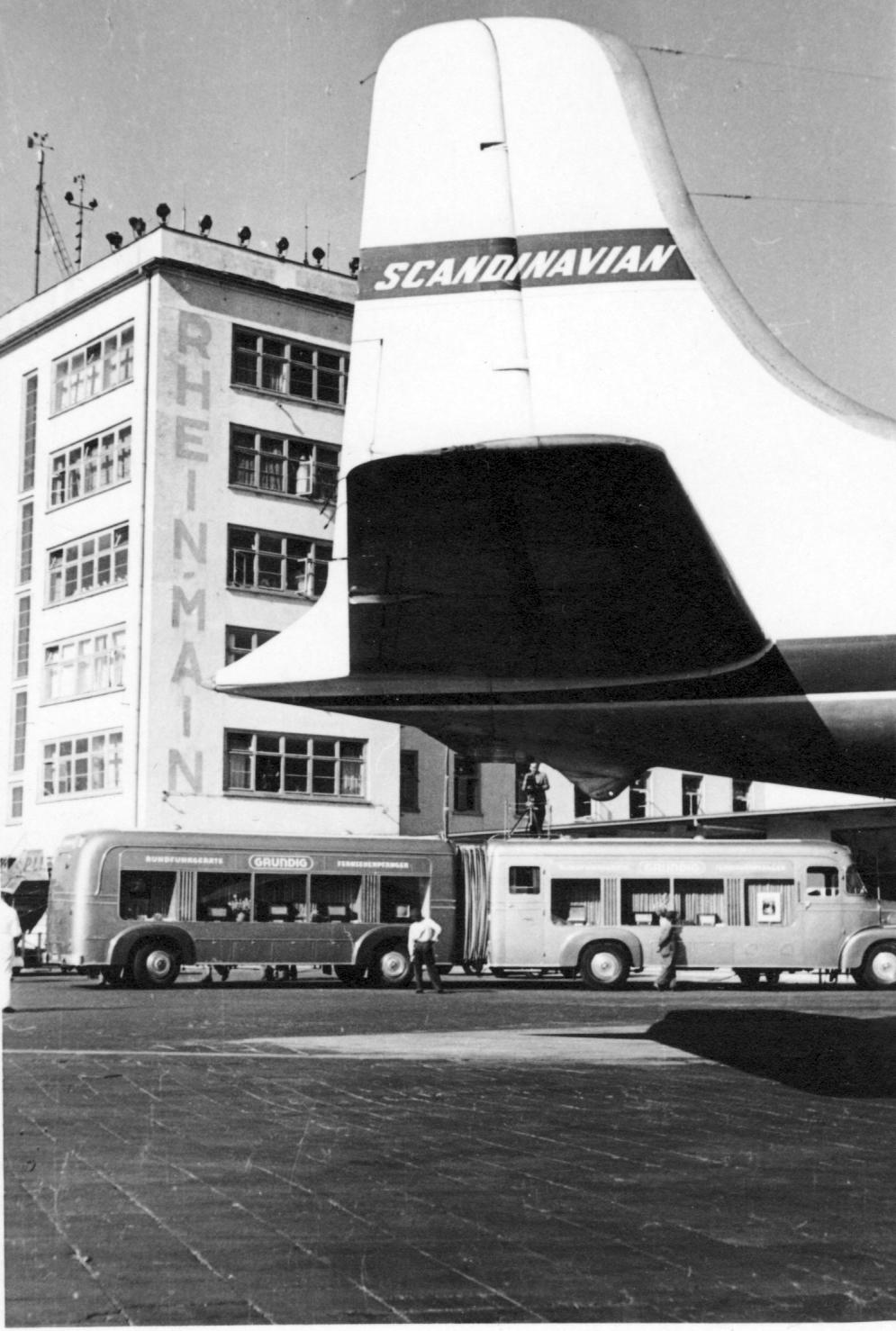
1951: ein früher Gelenkwagen als Vorfeldbus auf dem Frankfurter Flughafen. De facto handelt es sich um zwei eigenständige Wagenteile, die mit einem Faltenbalgübergang verbunden sind.

Im Stadtverkehr ist die Länge von Bussen durch die Kurvenradien begrenzt, die kollisionsfrei durchfahren werden müssen. Um die Beförderungskapazität auf stark nachgefragten Streckenabschnitten steigern zu können, wurden früher Busanhänger mit weiteren Sitz- und Stehplätzen eingesetzt. Später gab man den Anhängerbetrieb zugunsten von Gelenkbussen überwiegend auf. Teilweise wurde die Personenbeförderung in Anhängern auch gesetzlich verboten, so beispielsweise in Westdeutschland gemäß der StVZO ab 1. Juli 1960. In der DDR hingegen war sie bis zur Wende erlaubt, wenngleich zuletzt kaum noch davon Gebrauch gemacht wurde. In der Schweiz gab es sowohl im Trolleybus- als auch im Autobusbereich zahlreiche Betriebe, die Anhänger einsetzten. Deren Zahl hat sich durch das Aufkommen des Gelenkbusses zwar reduziert, Anhänger werden aber nach wie vor eingesetzt. Auch in weiteren Ländern werden heute noch Anhänger verwendet. In Deutschland gibt es wieder Betriebe mit Ausnahmegenehmigung.
Vorläufer heutiger Gelenkbusse waren Kombinationen aus zwei- oder dreiachsigem Solobus mit zweiachsigem Busanhänger. Diese waren ähnlich einem Reisezug bei der Eisenbahn mit einem schmalen und witterungsgeschützten Faltenbalg-Übergang miteinander verbunden, jedoch konnte der Anhänger auch abgestellt werden. Die ersten dieser Omnibuszug genannten Gespanne stellte der Berliner Hersteller Gaubschat 1937 auf der IAMA in Berlin vor. Das Prinzip basierte auf einem Konzept des italienischen Unternehmens Macchi, dessen Mitarbeiter Ambrogio Baratelli das Patent hierfür besaß.
Den ersten Gelenkomnibus heutiger Prägung stellten schließlich 1946 die Kaiser Industries in den USA vor. Der Wagen wurde für kurze Zeit zwischen Los Angeles und San Francisco im Liniendienst eingesetzt. In Europa bauten 1952 die Kässbohrer Fahrzeugwerke den ersten Gelenkomnibus noch als konventionellen Normallenker, der keinen kommerziellen Erfolg hatte und ein Einzelstück blieb. 1957 lieferte Kässbohrer dann auf Bestellung der Continental Trailways zwei Gelenkbusse in die USA, jetzt in moderner Frontlenker-Ausführung. Das Design des „Golden Eagle“ genannten Fahrzeuges konnte sich wegen fehlender Komfortoptionen nicht durchsetzen und wurde durch den Super Golden Eagle abgelöst, der über z. B. eine Klimaanlage verfügte. Darauf basierend konstruierten auch weitere deutsche Hersteller Gelenkbusse heutiger Prägung, das heißt mit einem breiten Übergang zwischen Vorder- und Hinterwagen. Hierbei handelte es sich um spezialisierte Karosseriebauunternehmen, die diese unter Verwendung üblicher Omnibus-Fahrgestelle herstellten. Neben Gaubschat waren dies Göppel Bus aus Augsburg, Emmelmann aus Hannover, Vetter aus Fellbach und Ludewig aus Essen. Frühe Modelle der 1950er Jahre waren oftmals noch in Rahmenbauweise ausgeführt, was zu einer ungünstigen Kräfteverteilung im Chassis führte. Zu den ersten Gelenkbussen in selbsttragender Leichtmetall-Schalenbauweise zählte der ab 1955 gebaute Typ HS 160 USL von Henschel.
Gelenkbusse werden heute in Europa nahezu ausschließlich als Linienbusse im Stadtverkehr- sowie Regionalverkehr eingesetzt. Bis in die 1990er Jahre boten einige Omnibushersteller auch Gelenkbusse für den Fernreiseverkehr an. Da viele Länder derartigen Bussen keine Zulassung bzw. Einreiseerlaubnis erteilen oder diese an teure Ausnahmegenehmigungen knüpfen, sind Gelenkbusse im Reiseverkehr eine Randerscheinung. Vielfach wurden derartige Busse zu Messe- oder Ausstellungsfahrzeugen umgebaut. Ohnehin eignen sich Gelenkbusse nur für gut ausgebaute Verkehrswege, wo keine Rangiermanöver erforderlich sind. Für enge Passstraßen oder Hotelparkplätze sind sie ungeeignet.

## Konstruktionen

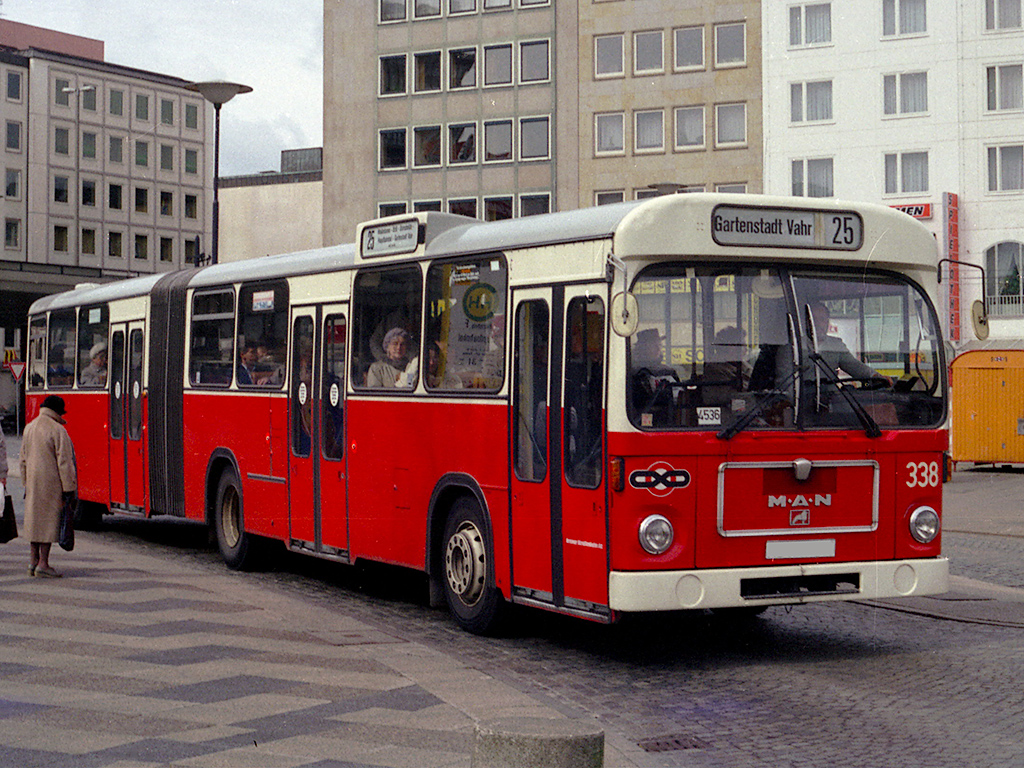
VÖV-Standardgelenkbus der 1. Generation von MAN, betrieben von der BSAG als Pullerfahrzeug

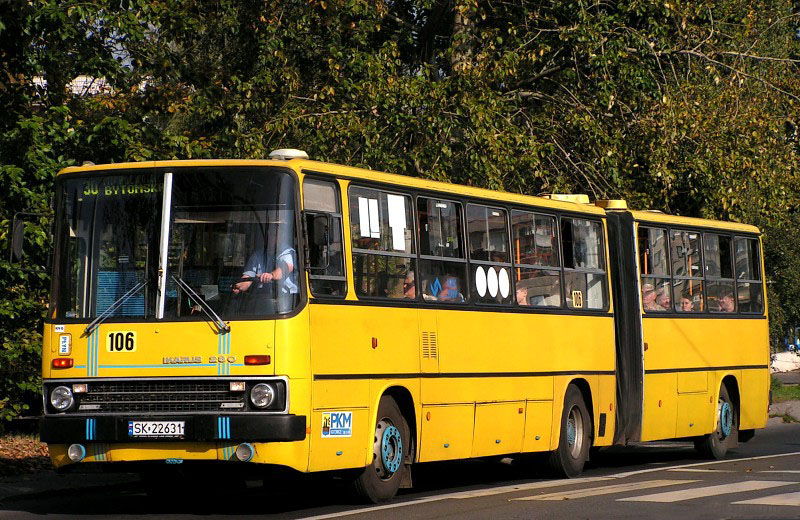
Puller-Gelenkbus Ikarus 280 in Kattowitz (Stadt- und Überlandverkehr)

Der technische Aufbau eines Gelenkbusses ähnelt einem Fahrzeuggespann mit Zentralachsanhänger. Der Nachläufer des Gelenkbusses liegt über eine Deichselkonstruktion auf dem Vorderwagen auf; die eigentliche Verbindung erfolgt über einen Drehkranz, der mittels Gleitlagern mit den beiden Wagenteilen verbunden ist. Über einen flexiblen Faltenbalg aus elastomerbeschichtetem Gewebe sind beide Wagenelemente witterungsfest und begehbar miteinander verbunden. Im Fahrgastraum wird der Übergang zwischen Vorderwagen und Nachläufer entweder über eine runde, um einen gewissen Winkel drehbare Bodenplatte realisiert, oder eine mit dem Vorderwagen verbundene Platte, die zum Nachläufer hin halbkreisförmig abschließt.
Das Übergangsstück der Bodenplatte wird oft mit seitlichen Handläufen versehen, um den Kontakt zum Faltenbalg und das Betreten des Zwickels im Drehbereich der geteilten Bodenplatte zu vermeiden.
Hauptgelenk und Gestaltung des Fahrgastübergang ermöglichen die Dreh- und Nickbewegungen des Nachläufers und das Einknicken des Busses bei Kurvenfahrt bis zu einem Winkel von ca. 50 Grad. Zuleitungen zwischen Vorder- und Hinterwagen werden bei Hochflurbussen unterhalb des Fahrgastfußbodens und bei Niederflurbussen auch in Seitenkanälen oder über Kopf in einer abgehängten Zwischendecke geführt. Faltenbälge können heute optional als transluzente, also lichtdurchlässige Übergänge und auch farbig ausgeführt werden.
Um Gelenk und Karosserie vor Beschädigungen bei zu starkem Lenkeinschlag zu schützen, werden Gelenkbusse heute mit einer Knickschutzregelung (Abknicksicherung) ausgerüstet. Diese warnt den Fahrer zunächst optisch und akustisch vor Erreichen der Knickwinkelgrenze. Nähert sich das Gelenk dem Endanschlag, wird eine Bremsung ausgelöst und das Fahrzeug zum Stillstand gebracht.

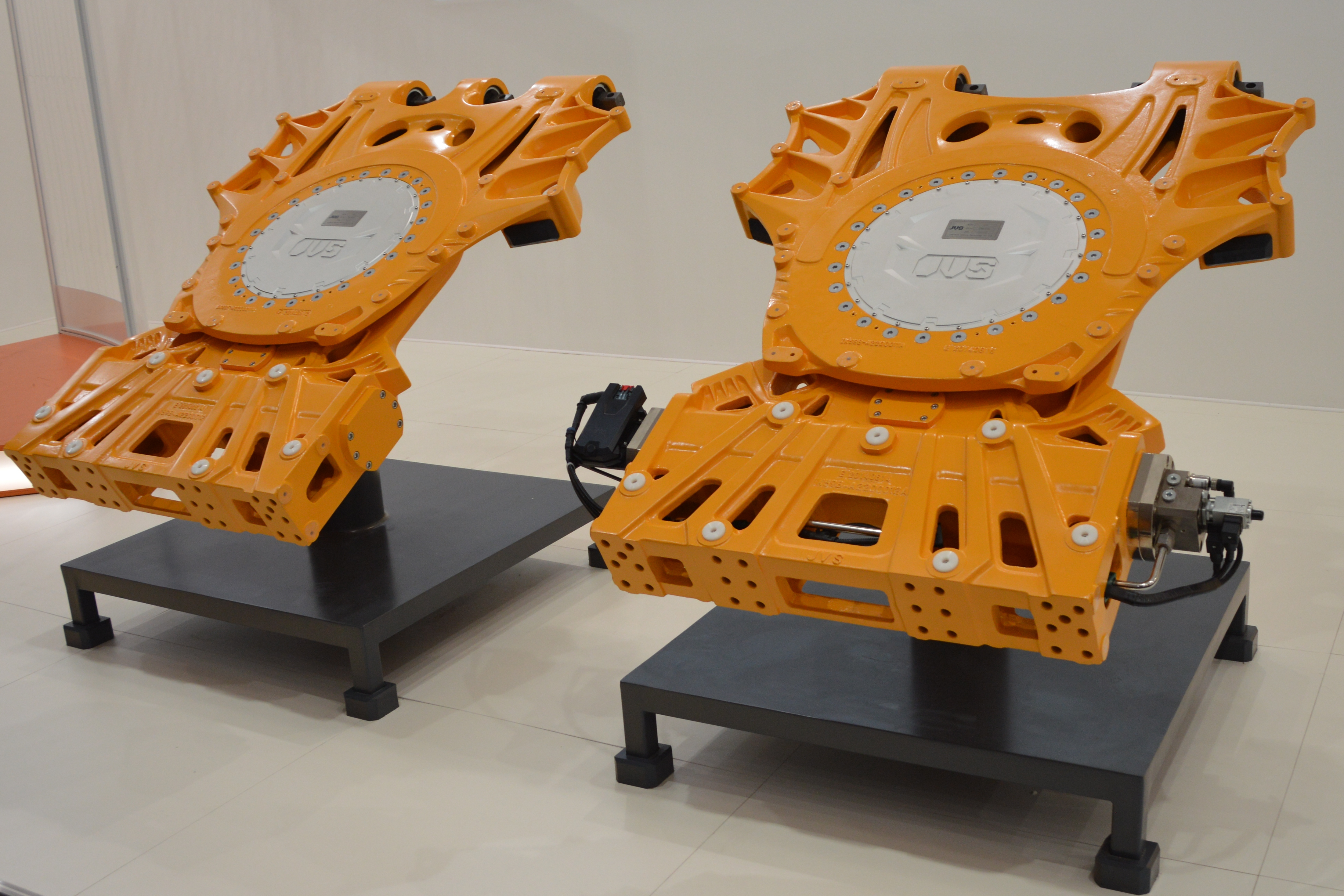
Drehkränze für Gelenkbusse: Links für gezogene Nachläufer (pull system), rechts für Schubgelenkbusse (push system) mit hydraulischer Knickwinkelsteuerung. Den im Bild oben liegenden Abschluss bilden Drehgelenke mit horizontaler Drehachse, die die freie Nickbewegung des Hinterwagens ermöglichen. Gewicht etwa 500 bis 600 Kilogramm

Von besonderen Bauformen abgesehen, gibt es grundsätzlich zwei Antriebskonfigurationen: den gezogenen und den Schub-Gelenkbus. Nach der englischen Begriffen werden oft die Bezeichnungen Puller- oder Pusherfahrzeug verwendet. Beim Pullerfahrzeug (vom engl. to pull = ziehen) erfolgt der Antrieb im Vorderwagen, wobei der Nachläufer wie ein gewöhnlicher Anhänger gezogen wird. Beim Pusher-Gelenkbus (englisch to push = schieben, drücken) befindet sich der Antrieb im Hinterwagen.

### Klassischer Gelenkbus
Bis in die 1970er Jahre war es üblich, bei Gelenkbussen den Vorderwagen anzutreiben, in dem sich – meist in Wagenmitte – der Unterflurmotor befand. Als nachteilig erwiesen sich die schlechte Zugänglichkeit des Motors für Wartungsarbeiten, der hohe Fahrzeugboden im Fahrgastraum und der damit verbundene hohe Einstieg. Außerdem traten bei höheren Geschwindigkeiten Schlingerbewegungen des Nachläufers wegen fehlender Stabilisierung auf.
Eine Weiterentwicklung war der Gelenkbus mit Heckmotor, aber Antrieb im Vorderwagen, der als Alternative zum parallel entwickelten Schubgelenkbus angeboten wurde. Die Kardanwelle wurde vom Nachläufer mittels eines Weitwinkelgelenks unter dem Knickgelenk in den Vorderwagen geführt. Hier war zumindest der Motor für Wartungsarbeiten zugänglicher, die Anordnung der Komponenten zum übrigen Fuhrpark meist einheitlicher und der Wagenboden konnte niedriger gebaut werden. Neben der aufwändigen Gelenkwellenführung bestand jedoch ein konstruktiver Nachteil darin, dass die Antriebsachse bei leerem Bus nur gering belastet wurde, womit die Gefahr des Durchdrehens der Antriebsräder bestand.
Durch die Verbreitung der Niederflurtechnik im Omnibusbau waren Konstruktionen mit Unterflur-Mittelmotor nicht mehr realisierbar und auch die durch das Gelenk geführte Kardanwelle erlaubte es nicht, den Fahrgastraum auf das gewünschte Maß abzusenken. Niederflurbusse wurden somit über einige Jahre zwangsläufig nur als Schubgelenkbusse angeboten. Einige ausländische Hersteller wie VDL Berkhof oder Van Hool bieten inzwischen wieder Gelenkbusse mit Vorderwagenantrieb an, der durch einen linksseitig in Wagenmitte angeordneten Turmmotor erfolgt, wodurch der übrige Wagenboden weiterhin niederflurig gehalten werden kann. Das Prinzip des zwischen den Achsen des Vorderwagens stehenden Motors hatte Van Hool bereits 1980 in seinem Gelenkbusmodell AG 280 vorgestellt, bei dem es sich aber noch um ein klassisches Hochflurfahrzeug handelte.
Oberleitungsbusse werden platzsparend von Elektromotoren angetrieben und haben teilweise noch einen Vorderwagenantrieb in Kombination mit gelenkter Nachläuferachse (sofern nicht eine erhöhte Dachlast Zwillingsbereifung am Nachläufer erfordert).
Fahrzeuge mit Mischantrieben (Hybridbusse) besitzen in der Regel eine Brennstoffzelle oder einen Verbrennungsmotor mit Generator zur Stromerzeugung im Heck. Der Antrieb kann dann wie beim Oberleitungsbus durch Elektromotoren erfolgen, die sich unmittelbar an Mittel- und Hinterachse befinden, was einen barrierearmen Fahrgastraum ermöglicht.

### Schubgelenkbus

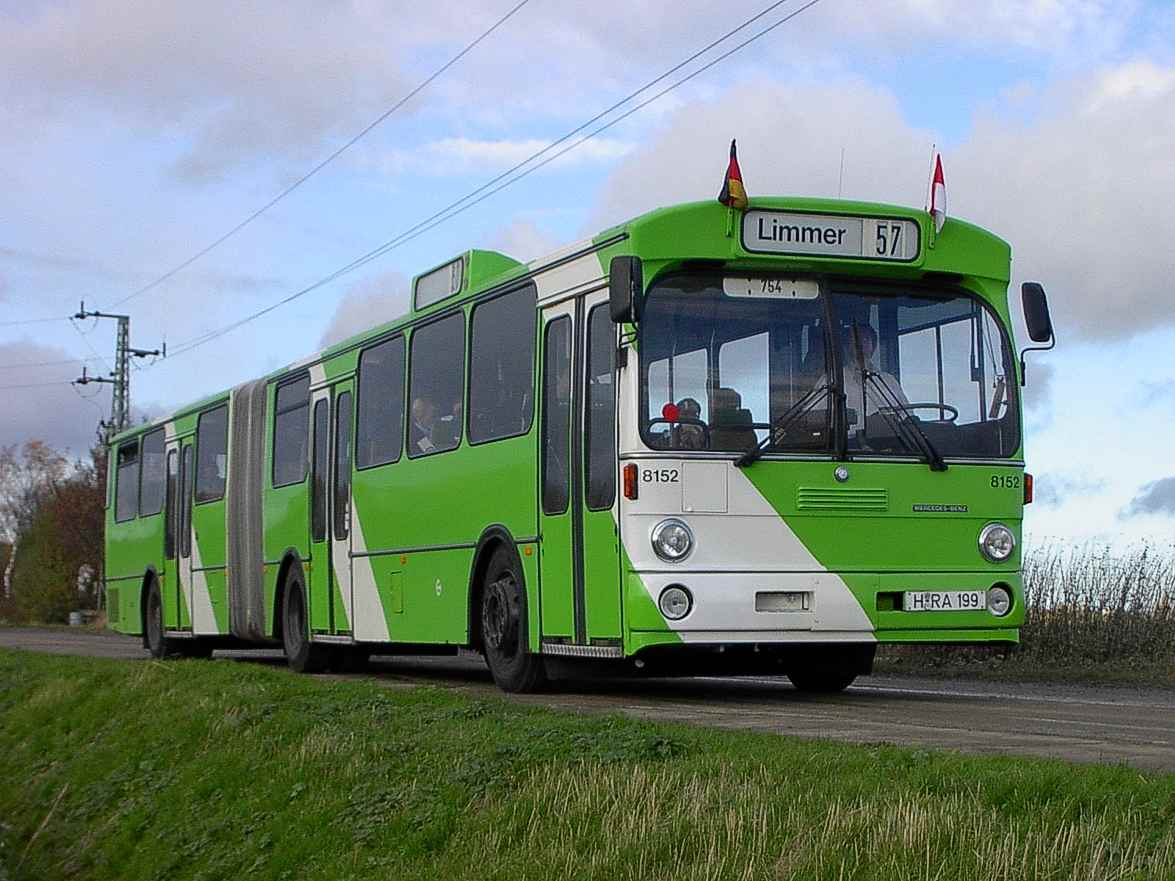
Mercedes-Benz O 305 G der Hannoverschen Verkehrsbetriebe ÜSTRA, erster Serien-Schubgelenkbus

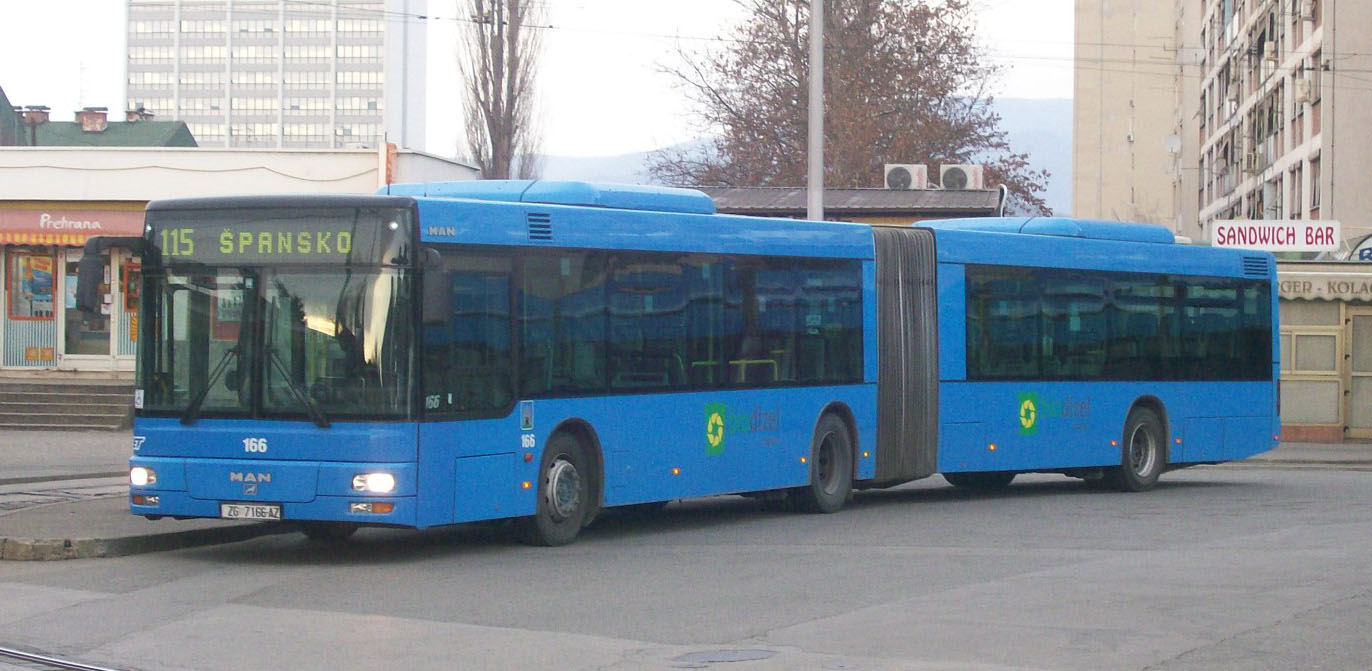
Niederflur-Schubgelenkbus von MAN

Seit Ende der 1970er Jahre ist in Deutschland am häufigsten der Schubgelenkbus anzutreffen, dessen Heckmotor die Achse(n) des Nachläufers oder in diesem Fall Hinterwagens antreibt. Der Begriff Nachläufer wird auch im Zusammenhang mit Schubgelenkbussen verwendet, obwohl dieser nicht ganz korrekt ist, da man in der Antriebstechnik unter dem Begriff Laufen passive, nicht angetriebene Komponenten wie Räder oder Wagenteile versteht.
In den frühen 1970er Jahren entwickelte das HHA-Tochterunternehmen Hamburg-Consult mit den Fahrzeugwerkstätten Falkenried (FFG) und finanzieller Unterstützung des BMFT eine elektronisch geregelte, lenkwinkelabhängige Knickwinkelsteuerung, die ein ungewolltes Einknicken des Gelenkbusses verhindert. Durch die Verwendung eines Gelenkes mit dieser Knickwinkelsteuerung war es möglich, den hinteren Teil eines üblichen (zweiachsigen) Standard-Busses mit einem um das Heck verkürzten weiteren Standardbus zu einem Schubgelenkbus zu verbinden. Diesem ersten Serienfahrzeug ging bereits 1975 ein Prototyp der FFG Fahrzeugwerkstätten Falkenried GmbH als Entwicklungsträger voraus, der aus einem umgebauten Magirus-Deutz-Vorderwagen mit kleineren Rädern (ehemaliger 9,75 m langer 'Urbanbus', verlängert auf Standard-Radstand von 5,6 m) und dem Heckteil eines Mercedes-Benz O 305 entstand. Mit niedrigem einstufigen Einstieg (340 mm + 200 mm = 540 mm Fußbodenhöhe) und breiter Fahrtzielanzeige wurde dieses Fahrzeug mit 17 m Länge und 2,72 m Höhe jahrelang auf der HHA-Buslinie 117 eingesetzt und war quasi ein Wegbereiter heutiger Niederflurbusse.

Das erste Versuchsfahrzeug wurde aus zwei Teilen eines Standard-Linienbusses des Typs Mercedes-Benz O 305 gefertigt, so dass keine erneute Karosseriekonstruktion notwendig war und auf Teile aus der bereits laufenden Serie zurückgegriffen werden konnte.

Danach waren auch andere Bushersteller in der Lage, bestehende Konstruktionen zu Gelenkbussen weiterzuentwickeln, ohne auf spezialisierte Aufbauhersteller wie Vetter oder Göppel zurückgreifen zu müssen. Über fünf Jahre war Daimler-Benz allerdings der alleinige Nutzer der durch Patent geschützten Knickwinkelsteuerung. Das erste Serienfahrzeug des Typs O 305 G wurde beim Städtischen Verkehrsbetrieb Esslingen am Neckar eingesetzt, als dieser ab 1978 im Auftrag der END Verkehrsgesellschaft die Bedienung der heutigen Linien 119 und 120 übernahm.
Im Fahrbetrieb bringt der Schubgelenkbus gegenüber dem Vorderwagenantrieb mit gelenkter Nachläuferachse einige Vorteile:
Durch die starre Antriebsachse und somit fehlende Nachlauflenkung schert das Heck beim Kurvenlauf weniger aus. Die Nachlauflenkung war bei Gelenkzügen mit Vorderwagenantrieb üblich, da aus Gründen der Gewichtsverteilung und um Schlingerbewegungen zu vermeiden, die Nachläuferachsen bei diesen über den Mittelpunkt nach hinten verlegt sind, so dass sich recht lange Achsabstände zwischen Mittel- und Nachläuferachse ergeben. Dies hätte ohne Nachlauflenkung bei Kurvenfahrt zu deutlich kleineren Innenbögen geführt (dem „Schneiden der Kurve“), so dass in diesem Fall jede Rechtskurve weiter ausgefahren werden müsste, um Bordsteinkontakt zu vermeiden. Beim Schubgelenkbus ohne Nachlauflenkung treten diese Effekte weniger auf und auch ein mögliches Überstreichen des Gehwegs bei Ausfahrt aus einer Haltebucht wird vermieden, da das Heck nicht so weit ins Kurvenäußere ausschert. Bei Bussen mit gelenktem Nachläufer wurde zum Ausgleich oft das Heck schmaler zulaufend ausgeführt und die Gesamtlänge gegenüber dem Schubgelenkbus verringert. Auch das Rückwärtsfahren ist beim Schubgelenkbus erheblich einfacher, da nicht gegen eine selbst lenkende Achse angelenkt werden muss, die das Fahrzeug zunächst entgegen dem gegebenen Lenkimpuls in die andere Richtung drängt. Die starre Achskonstruktion ist gegenüber der passiv gelenkten spurtreuer. Allerdings ist die Wintertauglichkeit etwas eingeschränkt, da die Schubgelenkbusse trotz Knickwinkelsteuerung auf glattem Untergrund mit der Mittelachse zum Ausbrechen neigen. Weitere Vorteile sind hingegen der einfachere Zugang zum Heckmotor für Wartungsarbeiten und die Möglichkeit, insbesondere den Vorderwagen in Niederflurbauweise auszuführen.

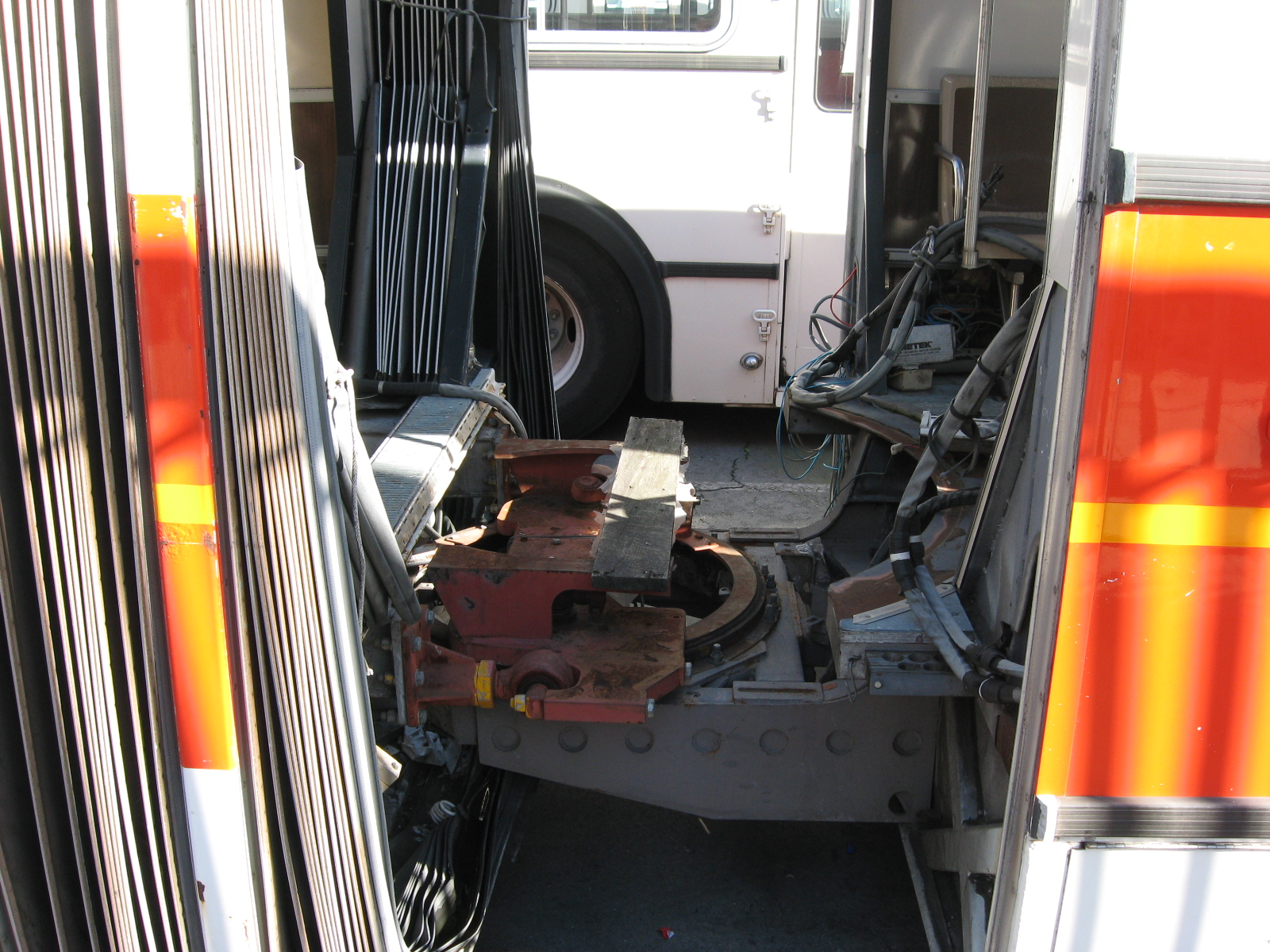
Freigelegte Gelenkkonstruktion bei einem Bus in San Francisco

Konkurrenten wie MAN und IVECO-Magirus-Deutz bauten mangels Lizenzrechten an der Knickwinkelsteuerung Ende der 1970er Jahre den bereits dargestellten Typ mit Heckmotor aber Antrieb der zweiten Achse im Vorderwagen über eine durch das Gelenk führende, homokinetische Welle. Die Achse im Nachläufer war als einzelbereifte und gelenkte Nachlaufachse ausgebildet. Diese Fahrzeuge waren in der Regel einen Meter kürzer und durch die nachgelenkte Achse auch wendiger, was ihnen gegenüber Schubgelenkbussen einen kleinen Vorteil verschaffte, der jedoch die erwähnten, konstruktiven Nachteile nicht aufwog.
Nachdem auch MAN Mitte der 1980er Jahre nach Ablauf des Patentschutzes Schubgelenkbusse anbieten konnte, wurden eine Zeit lang beide Varianten (MAN SG 242 Schubgelenkbus und MAN SG 242 H mit Mittelachsantrieb) parallel gefertigt. Die Wahl der Kunden fiel jedoch überwiegend auf den Schubgelenkbus, wodurch das herkömmliche Modell schon nach kurzer Zeit aus dem Programm genommen wurde.
Eine seltene Sonderform des Schubgelenkbusses gab es vom Karosseriebauunternehmen Vetter, da die Lizenzgebühren für die patentierte Knickwinkelsteuerung gespart werden sollten. Bei diesem Typ 16 SH handelte es sich um ein zweiachsiges Fahrzeug, dem ein kürzeres einachsiges, gelenktes Vorderteil vorgesetzt wurde. Der Hinterwagen dieses Gelenkbusses besaß eine gelenkte Mittelachse sowie die starre Antriebsachse. Diese Konstruktion konnte sich – auch aufgrund schlechter Fahreigenschaften – nicht durchsetzen, es blieb bei wenigen Fahrzeugen, die teils in normale Schubgelenkbusse umgebaut wurden.

### Mischformen mit Mehrachsantrieb
Bei Fahrzeugen mit elektrischen Fahrmotoren bietet sich aufgrund des geringen Platzbedarfs der Motoren ein Mehrachsantrieb an. Bei den vor allem in topografisch anspruchsvollen Städten üblichen zweimotorigen Gelenkoberleitungsbussen wirkt meist ein Elektromotor auf die zweite Achse und ein weiterer auf die dritte. Auch bei gewöhnlich einmotorig angetriebenen Gelenkoberleitungsbussen kommt es vor, dass der Diesel-Hilfsantrieb auf eine andere Achse wirkt als der elektrische Hauptmotor. Teilweise werden dann auch beide Antriebe gemeinsam genutzt, um bei glatten Straßen eine verbesserte Traktion zu erreichen – so z. B. beim Mercedes-Benz O 405 GTZ. Bei Hybridbussen wie dem Mercedes-Benz Citaro BlueTec Hybrid erfolgt der elektrische Antrieb mittels Radnabenmotoren ebenfalls auf die Vorderwagen-Mittelachse und zusätzlich auf die Nachläufer-Hinterachse.

### Doppelgelenkbusse

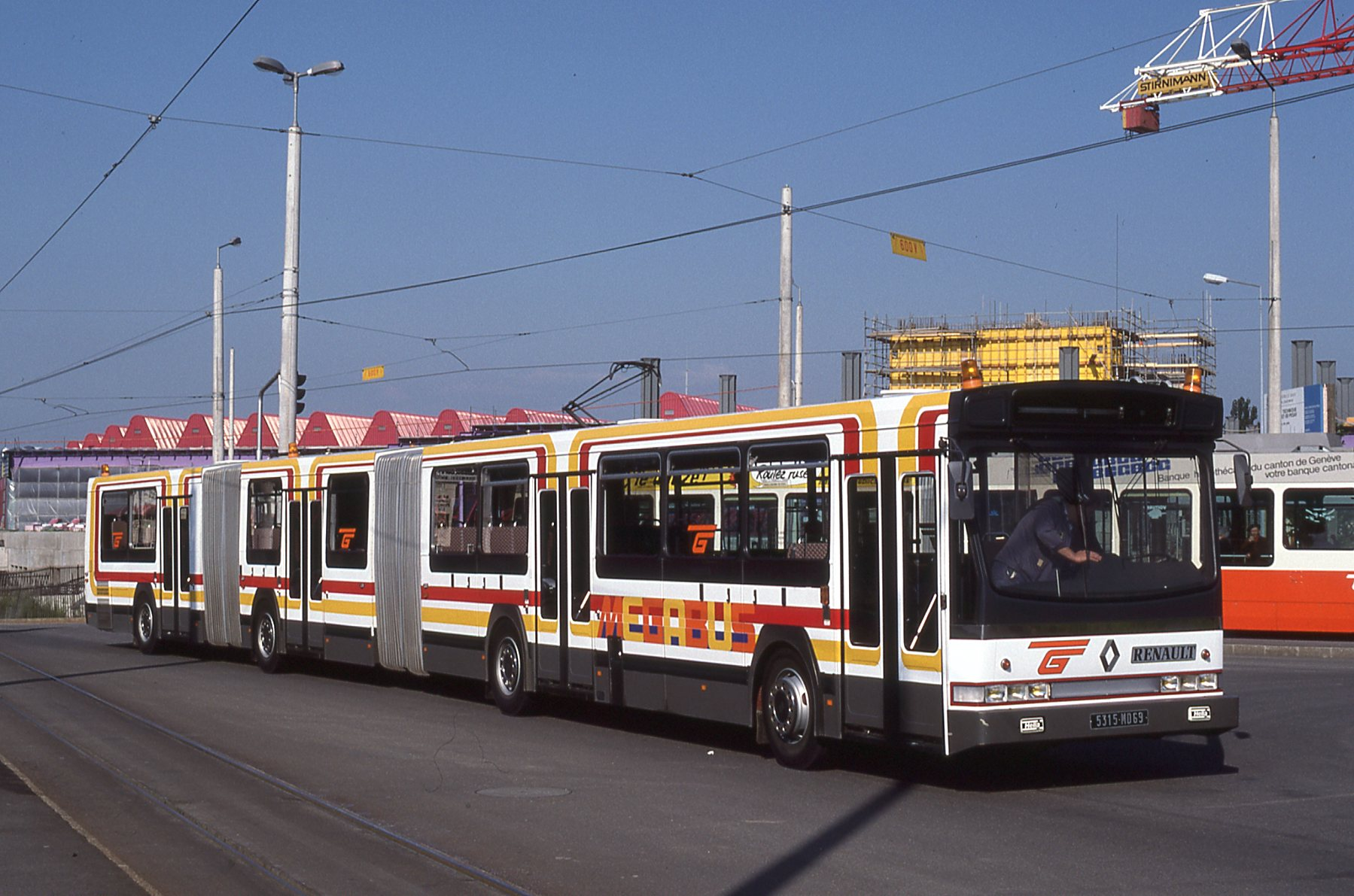
Renault „Mégabus“

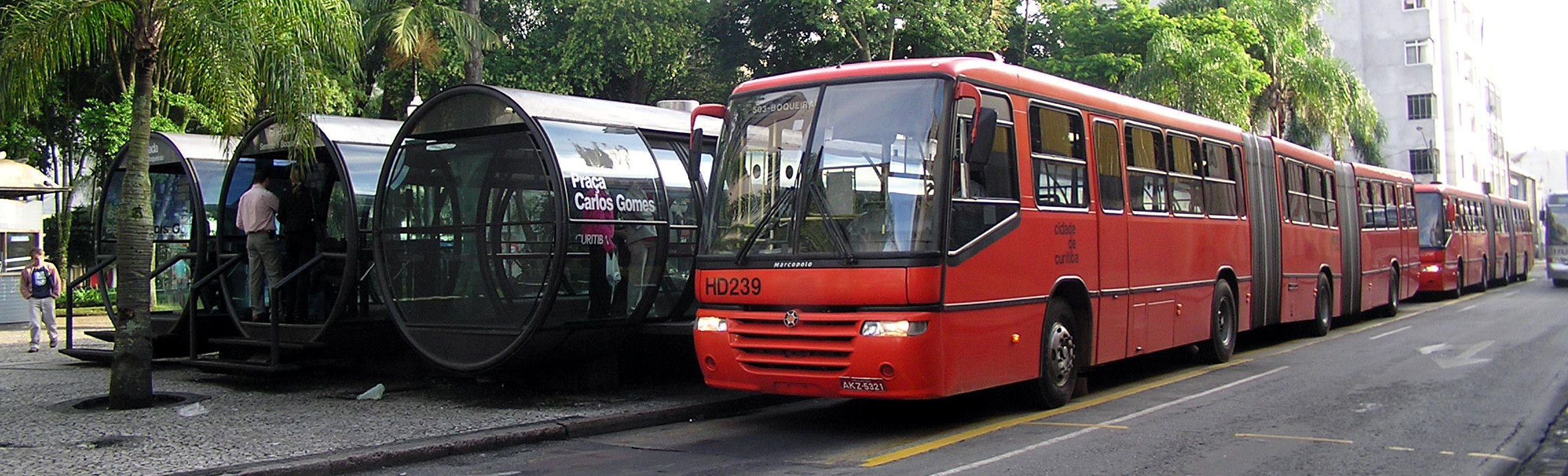
Doppelgelenkbusse in Curitiba

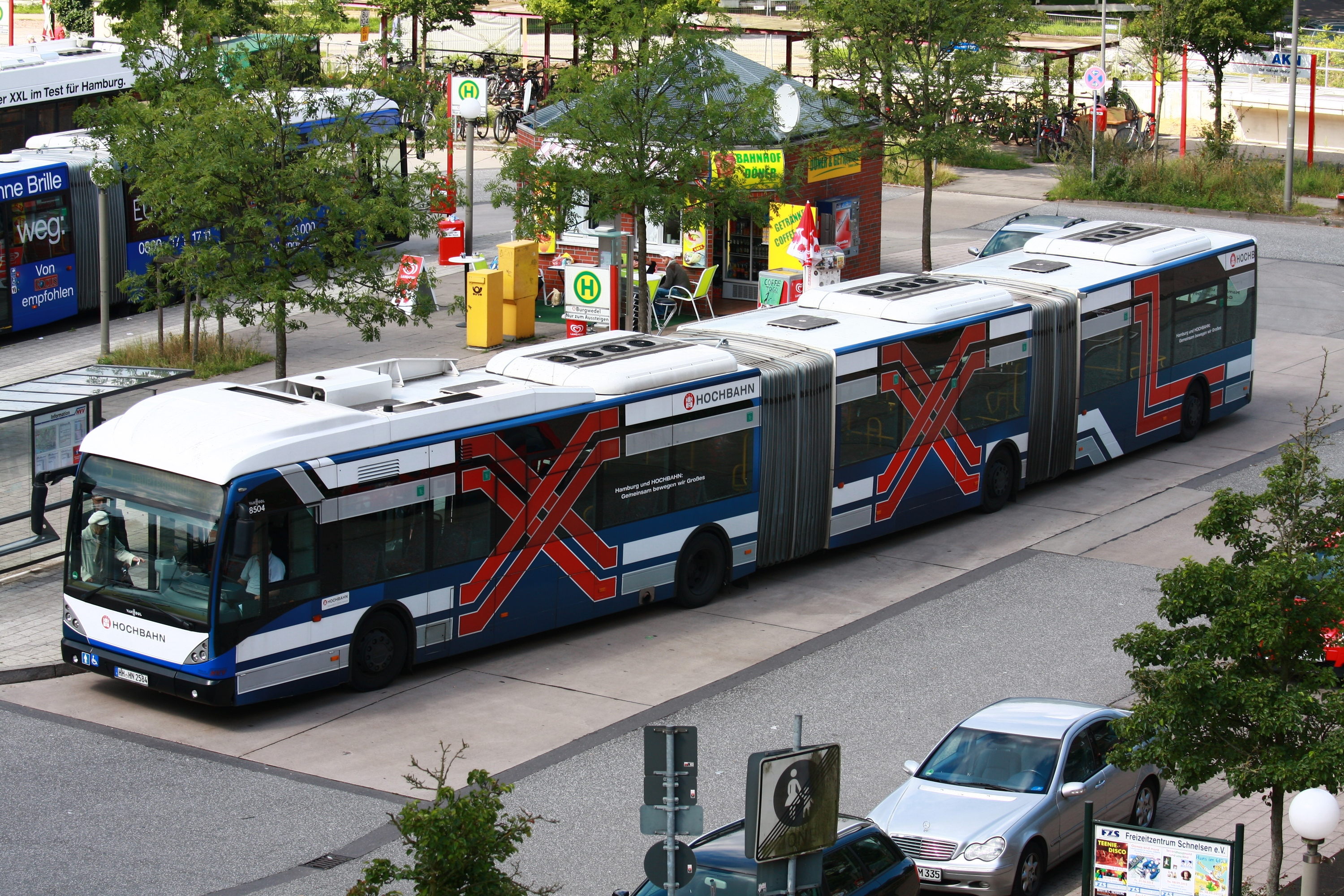
Doppelgelenkbus von Van Hool

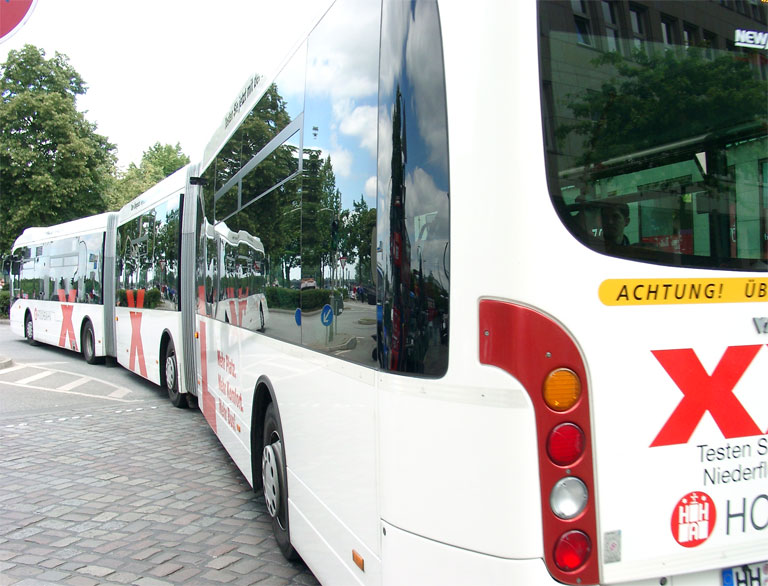
24,8 Meter langer Doppelgelenkbus von Van Hool

Doppelgelenkbusse werden seit einigen Jahren in Südamerika eingesetzt. In Europa fahren bzw. fuhren sie in Frankreich (Bordeaux und Grenoble, inzwischen ausgemustert), der Schweiz (Basel, Genf, inzwischen ausgemustert), Deutschland (Aachen und Hamburg, inzwischen ausgemustert), Luxemburg (Luxemburg (Stadt)), den Niederlanden (Utrecht), Litauen (Kaunas), Ungarn (Testwagen in Budapest, 1988), Schweden (Göteborg, Malmö) und der Türkei (Istanbul, Metrobuslinien). Es handelt sich um Fahrzeuge der Hersteller Renault Véhicules Industriels, Heuliez, Marcopolo, Ciferal, Van Hool, Ikarus, Volvo und Hess. Abgesehen davon verkehren in einigen weiteren Städten Doppelgelenktrolleybusse.
Der deutsche Hersteller MAN stellte auf der „Transport ’82“ in München im Juni 1982 einen fast 24 Meter langen Doppelgelenkbus des Typs MAN SGG 280 vor, der 225 Fahrgäste aufnehmen konnte. Dieses Modell basierte auf dem hochflurigen VÖV-Standard-Linienbus der ersten Generation. Wie damals bei MAN üblich, war dieses Fahrzeug mit einem im Heck liegenden Motor versehen, der über eine durch die beiden Gelenke geführte Kardanwelle die zweite Achse im Vorderwagen sowie die dritte Achse im Mittelteil antrieb. Der Nachläufer hatte die typische Lenkachse.
Heute fahren Doppelgelenkbusse als niederflurige Konstruktionen in den Niederlanden, Deutschland, Schweden, Luxemburg, Österreich und in der Schweiz. Dabei werden Fahrzeuge des belgischen Herstellers Van Hool (darunter vor allem der Typ AGG 300) und des Schweizer Herstellers Hess (vor allem Hess lighTram Trolley) eingesetzt.
Als erstes deutsches Verkehrsunternehmen testete die ASEAG in Aachen im Jahr 2003 Doppelgelenkbusse des Herstellers Van Hool. Hierbei handelte es sich um den geliehenen Wagen 916 der GVU aus Utrecht, der ab dem 1. Mai 2003 mehrere Monate auf den Linien 5 und 45 eingesetzt wurde (mit niederländischem Kennzeichen). Im September 2005 setzte die ASEAG zwei eigene Fahrzeuge auf den Linien 5 und 45 zwischen Uniklinik und Brand ein und anschließend, im Februar 2008, sechs weitere Fahrzeuge, die in Aachen die mundartliche Bezeichnung Öcher Long Wajong haben.
Nach einjähriger Testphase wurden ab Dezember 2005 auch von der Hamburger Hochbahn eine große Anzahl leicht abgewandelter Doppelgelenkbusse von Van Hool im Linienbetrieb auf der stark belasteten Metrobus-Linie 5 eingesetzt. Die vierachsigen Busse boten bei einer Gesamtlänge von 24,8 m Sitz- und Stehplätze für etwa 180 Personen. Der Einsatz der Fahrzeuge in Hamburg endete am 14. September 2018.
Dieser Typ wurde auch in Dresden auf der DVB-Linie 61 getestet.
Auch der schwedische Hersteller Volvo hat mit dem Modell V7500 einen Doppelgelenkbus entwickelt. Er wird seit 2005 in Göteborg und seit 2012 in Bogotá eingesetzt.
Der ehemalige Ehrenhainer Karosseriehersteller Göppel stellte im August 2012 unter dem Namen „AutoTram“ einen 30½ Meter langen Doppelgelenkbus vor, der je nach gewähltem Antriebssystem und Bestuhlung bis zu 300 Fahrgäste fassen kann. Anders als bei den bisherigen Doppelgelenkbussen ist das Mittelteil zweiachsig. Das Fahrzeug, das unter Beteiligung des Fraunhofer-Institut für Verkehrs- und Infrastruktursysteme (IVI) entstand, ist als Versuchsträger konzipiert. Es wird zunächst in Dresden erprobt.

### Doppeldecker-Gelenkbus
Der größte im öffentlichen Verkehr eingesetzte Bus ist der zweistöckige Gelenkbus Jumbocruiser der Firma Auwärter Neoplan.

### Einzelgelenkbusse über 18,75 Meter
In den meisten Staaten Europas ist die maximal zulässige Länge für Straßenfahrzeuge auf 18,75 m begrenzt. Busse mit einer größeren Länge benötigen Ausnahmegenehmigungen. Jedoch bieten Mercedes-Benz sowie MAN jeweils Einzelgelenk-Busse mit einer größeren Länge an. Durch den dadurch gewonnenen Raum sowie durch das höhere zulässige Gesamtgewicht aufgrund der zusätzlichen vierten Achse haben diese Busse eine deutlich höhere Kapazität.
EvoBus hat mit dem Mercedes-Benz CapaCity im November 2005 einen Prototyp vorgestellt, der bei einer Gesamtlänge von 19,54 Metern 193 Personen Platz bietet. Der Bus hat nur ein Gelenk, aber im hinteren Teil befindet sich hinter der Antriebsachse eine weitere, einfachbereifte, mitgelenkte Achse, so dass eine größere Nutzlast erreicht wird. Das Fahrzeug soll in der Schleppkurve eines normalen Gelenkbusses bleiben und ist – im Gegensatz zu einem Doppelgelenkbus – ohne Probleme rückwärtsfahrfähig. Nach Herstellerangaben schwenkt der Nachläufer bei gesperrter Nachläufer-Lenkachse nur bis zu 40 Zentimeter aus, anstelle von über einem Meter bei gelenkter Achse, benötigt dann allerdings mehr Platz im Kurven-Innenbogen, womit sich der Raumgewinn wieder relativiert. Allerdings kann der Innenbogen vom Fahrerplatz durch die Spiegel eingesehen werden, was das Umfahren von Hindernissen – im Gegensatz zum Ausschwenken des nicht einsehbaren Hecks – vereinfacht.

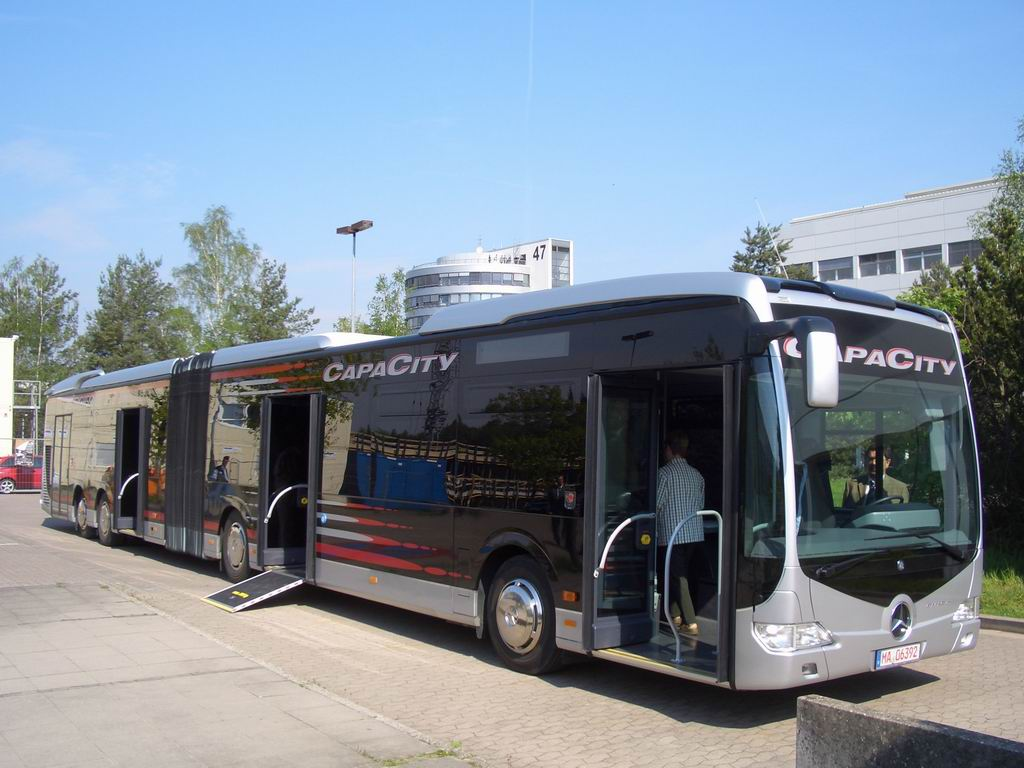
Mercedes-Benz CapaCity Gelenkbus mit langem zweiachsigem Nachläufer (Gesamtlänge 19,5 Meter)

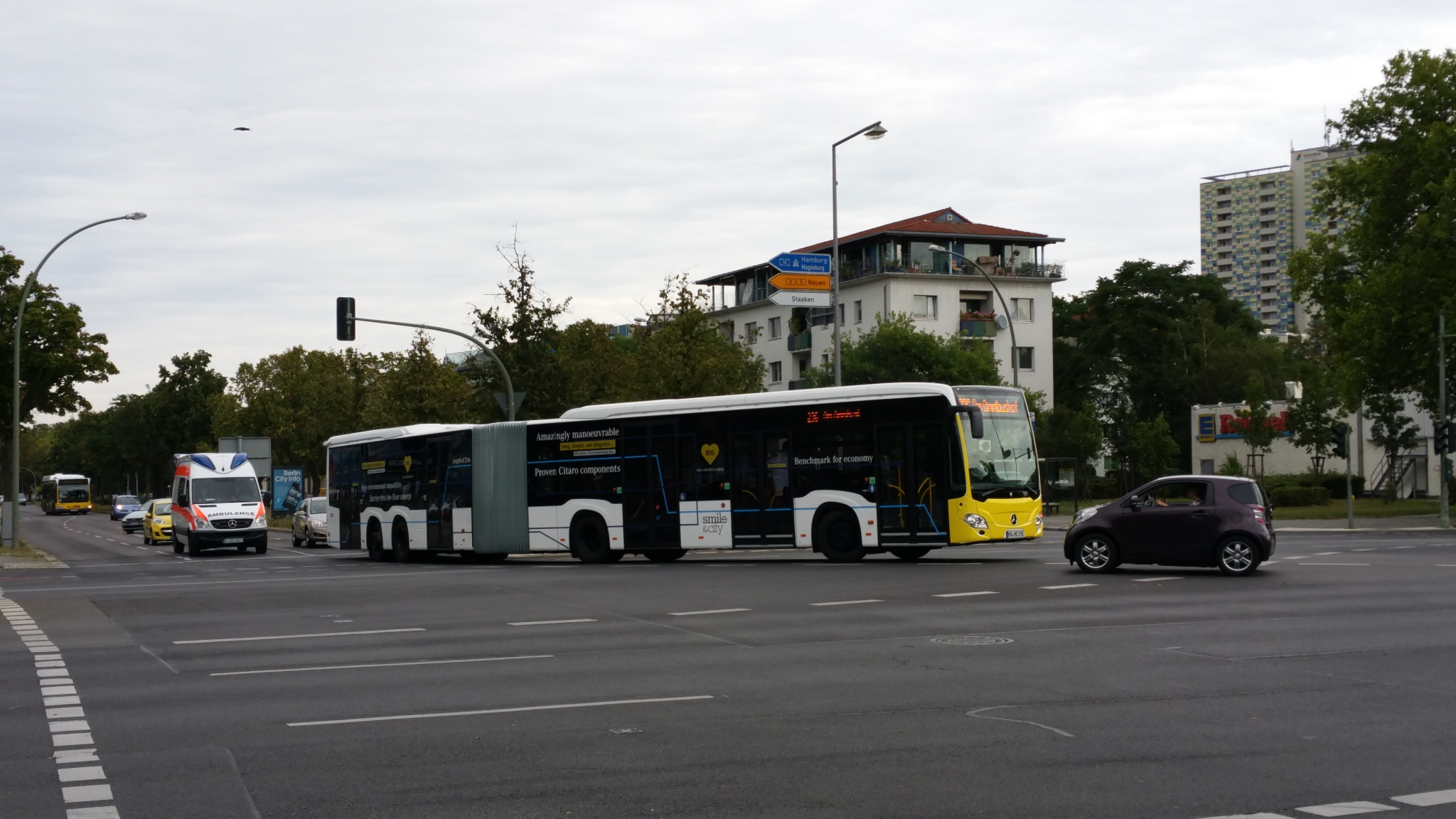
Mercedes-Benz CapaCity L Gelenkbus mit langem zweiachsigem Nachläufer (Gesamtlänge 21 Meter)

Ein Bus dieses Typs fuhr – nach einem zunächst einwöchigen Probebetrieb vom 27. November bis zum 3. Dezember 2006 – ebenfalls bei der Aachener ASEAG auf den stark frequentierten Linien 5 und 45. Da für 2007 die Anschaffung mehrerer Großraumbusse geplant war, wollte man dort untersuchen, ob der CapaCity eine Alternative zu den Doppelgelenkbussen des Unternehmens Van Hool darstellen könne. Die ASEAG entschied sich dennoch für sechs weitere Van Hool AGG 300. Auch die VHH PVG testete den CapaCity in der Metropolregion Hamburg. Von 2007 bis 2009 erfolgte die Auslieferung von 250 baugleichen CapaCity nach Istanbul für den täglichen Einsatz auf einer speziellen Mittelspur der Bosporus-überquerenden Ringautobahn. Als erstes Unternehmen in Deutschland setzen die Stuttgarter Straßenbahnen AG seit dem 4. August 2008 den CapaCity im regulären Linienverkehr ein.
Auch im Stadtverkehr von Bratislava (Slowakei) verkehren mehrere Exemplare des CapaCity.
Die Berliner Verkehrsbetriebe testeten im August/September 2015 für zwei Wochen einen von EvoBus hergestellten Mercedes-Benz CapaCity L mit einer Länge von 21 Metern und Platz für 124 Passagiere.
Die Dresdner Verkehrsbetriebe setzen den Mercedes-Benz CapaCity L der EvoBus GmbH seit 2016 im Linienbetrieb ein. Er ist mit 49 Sitzplätzen bestuhlt und bietet weiteren 154 Personen einen Stehplatz. Zu den 12 im Bestand befindlichen Fahrzeugen kommen 16 weitere im Jahr 2022 hinzu.[veraltet]
Im Programm der MAN befand sich seit 2007 der Lion’s City GXL, ein vierachsiger Gelenkbus, der in der Konstruktion und der Kapazität dem CapaCity ähnlich ist. Als erster und einziger Kunde wurden die Verkehrsbetriebe St. Gallen mit dem neuen Bus beliefert. Allerdings wurde die weitere Entwicklung des Lion’s City GXL eingestellt.

### Batteriegelenkbus
Im September 2014 wurde auf der InnoTrans in Berlin ein Solaris Urbino Elektro 18 induktiv mit einem 200-kW-Schnellladesystem präsentiert, der seit Dezember 2014 in Braunschweig im Linienbetrieb eingesetzt wird.
Im Oktober 2014 wurde auf einer Ausstellung in der texanischen Stadt Houston erstmals ein Batterie-Gelenkbus vorgestellt. Das 18 Meter lange Fahrzeug des chinesischen Herstellers BYD wird im Montagewerk in Lancaster (Kalifornien) auf Basis des BYD ebus produziert.

### Türsteuerung
Die Türen im Nachläufer, die nicht immer vom Busfahrer eingesehen werden können, sind meist mit Licht-/Radarschranke sowie einer Reversiereinrichtung gesichert und werden automatisch geschlossen. Nach erfolgter Türfreigabe vom Fahrerplatz öffnet die Tür fahrgastbedient und schließt nach einem voreingestellten Zeitintervall. Oft wird der Schließvorgang zuvor akustisch angekündigt. In einigen Regionen ist es dennoch üblich, dass die durch einen Einklemmschutz gesicherten Türen vom Fahrerplatz aus auch manuell geöffnet und geschlossen werden können.

## Gelenksperre
Bei Gelenkbussen schützt eine als Gelenksperre, umgangssprachlich auch Knickschutz, bezeichnete Steuerung das Gelenk vor übermäßigen Belastungen und Beschädigungen.

### Aufbau und Funktion
Bei normaler Kurvenfahrt wird das Hydrauliköl durch die Leitungen und den Hydraulikblock durch die Bewegung der Zylinder verschoben. Ab einem bestimmten Winkel verengt der Hydraulikblock den Querschnitt und erhöht somit den Druck im System. Das Einknicken wird gedämpft. Wird der mechanische Anschlag erreicht, ertönt für den Fahrer ein Warnsignal, das System greift in die Motorsteuerung ein und reduziert die Drehzahl, so dass das Fahrzeug nur noch mit Schrittgeschwindigkeit rollen kann.
Bei vom Vorderwagen gezogenen Gelenkbussen ist das Gelenk bei Rückwärtsfahrt zu schützen. Beim Rangieren kann es sehr schnell dazu kommen, dass das Fahrzeug einknickt und es dann zu Beschädigungen am Drehkranz kommt. Hier dämpft das System ebenfalls das Einknicken. Ab einem Winkel (meist max. 47°) reduziert es die Motordrehzahl und legt zusätzlich die Haltestellenbremse ein, um das Fahrzeug unverzüglich zum Stillstand zu bringen.
Über einen Schalter, welcher sich meist beim Fahrer in der Seitenkonsole befindet, kann die aktive Gelenksperre entriegelt werden um das Fahrzeug in solch einem Fall selbstständig befreien zu können. Sollte das Fahrzeug noch weiter eingelenkt werden ist auch dies allerdings nicht mehr möglich und muss extern gezogen werden.
Der Knickschutz eines Gelenkbusses ist nicht mit der Knickwinkelsteuerung zu verwechseln, die bei Schubgelenkbussen mittels hydraulischer Dämpfung für einen stabilen Fahrzeuglauf sorgt.

### Bahnübergangsunfall durch Gelenksperre
Am 16. September 2015 kam es bei Buxtehude zu einem Zusammenprall zwischen einem Regionalzug der Metronom Eisenbahngesellschaft und einem Gelenkbus. Beim Passieren des Bahnübergangs wurde die Gelenksperre des Busses aktiviert, der Bus wurde automatisch angehalten und konnte dadurch die Gleise nicht mehr verlassen. Der mit ca. 60 Schülern besetzte Bus wurde dank umsichtigen Handelns rechtzeitig evakuiert, eine Person im Zug wurde beim Zusammenprall leicht verletzt.